# Биосферный заповедник бабочки Монарх
Биосферный заповедник бабочки Монарх (исп. Reserva de la biosfera de la Mariposa Monarca) — энтомологический заказник, природоохранная территория в мексиканском штате Мичоакан и частично в штате Мехико. Резерват был создан с целью сохранения ареала зимовки бабочки монарха и занимает площадь 56 259 гектаров. Он расположен в лесистой горной местности на высоте примерно 3000 метров над уровнем моря. В парке находятся восемь колоний этой бабочки. На территории биосферного заповедника в период с ноября по март зимуют до миллиарда особей.

## Создание и история

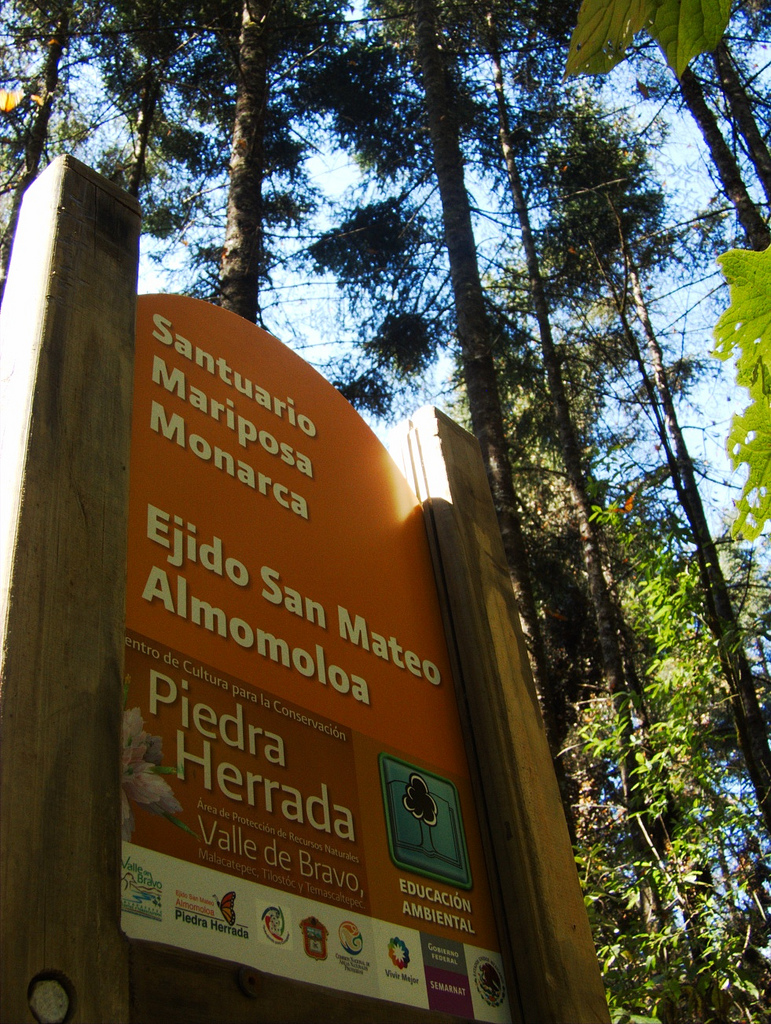
Вход в заповедник

В доиспанский период данная область была заселена народом отоми. У горы Коатепек располагалось крупное поселение, ныне археологическая зона Сан-Фелипе-лос-Альсати. Это поселение, как считается, лежало на границе зоны распространения культуры империи народа пурепеча. Позже этот район стал важным местом горнодобывающей промышленности и сельского хозяйства, оставшись в основном сельским, со значительными общинами отоми и масауа, особенно со стороны штата Мехико.
В 1975 году зоолог Фред Ургухарт открыл значение этой области как конечной точки миграции бабочек монархов из восточной части США и Канады. В 1980 году президент Мексики Хосе Лопеса Портильо присвоил этому району статус природоохранной зоны. Во второй половине десятилетия управление районом перешло в руки Секретариата градостроительства и экологии, который назначил ему категорию «специальный биосферный заповедник». В 1986 году федеральным указом были точно определены площадь и границы охранных зон. Первоначально (в 1980-е годы) усилия были направлены на сохранение и благосостояние только бабочки монарха. Позже исследования и другие усилия были сосредоточены на сохранении экосистемы, частью которой являются бабочки. Одновременно проводилась работа с местными общинами, чтобы помочь им участвовать в усилиях по сохранению и поиску способов заработка на жизнь, не вредя обитанию бабочек. В то время как федеральное правительство объявило эти области биосферным заповедником, право собственности не изменилось. Большинство из них делится между 38 эхидо, семью общинами коренных народов и 16 частными владениями. В 2000 году объекту было дано название «биосферный заповедник Марипоса-Монарка».
В 2008 году заповедник одновременно с городом Сан-Мигель-де-Альенде был включён в Список всемирного наследия ЮНЕСКО на 32-й сессии Комитета Всемирного наследия ЮНЕСКО в Канаде.

## Данаида монарх и её миграции

Схема маршрута миграции монарха (Danaus plexippus)

Данаида монарх (лат. Danaus plexippus) — вид бабочек из подсемейства данаиды. Одна из самых известных бабочек Северной Америки. Монархи — единственный вид бабочек, совершающий ежегодные миграции на большие расстояния с севера на юг. В Северной Америке миграции условно можно разделить на два этапа: в южном направлении к Калифорнии начиная с августа до первых заморозков, а затем бабочки возвращаются обратно. Северные особи мигрируют в весенний период. В Австралии они мигрируют в более прохладные места. Оплодотворённая самка хранит яйца в ходе их миграции. К концу октября особи к востоку от Скалистых гор мигрируют в убежище в биосферный заповедник Марипоса-Монарка. Тем не менее ни одна бабочка не совершает всё путешествие туда и обратно, так как продолжительность её жизни длится от двух до семи месяцев. Пока не известно, как бабочки узнают обратный путь к зимовкам их предков.

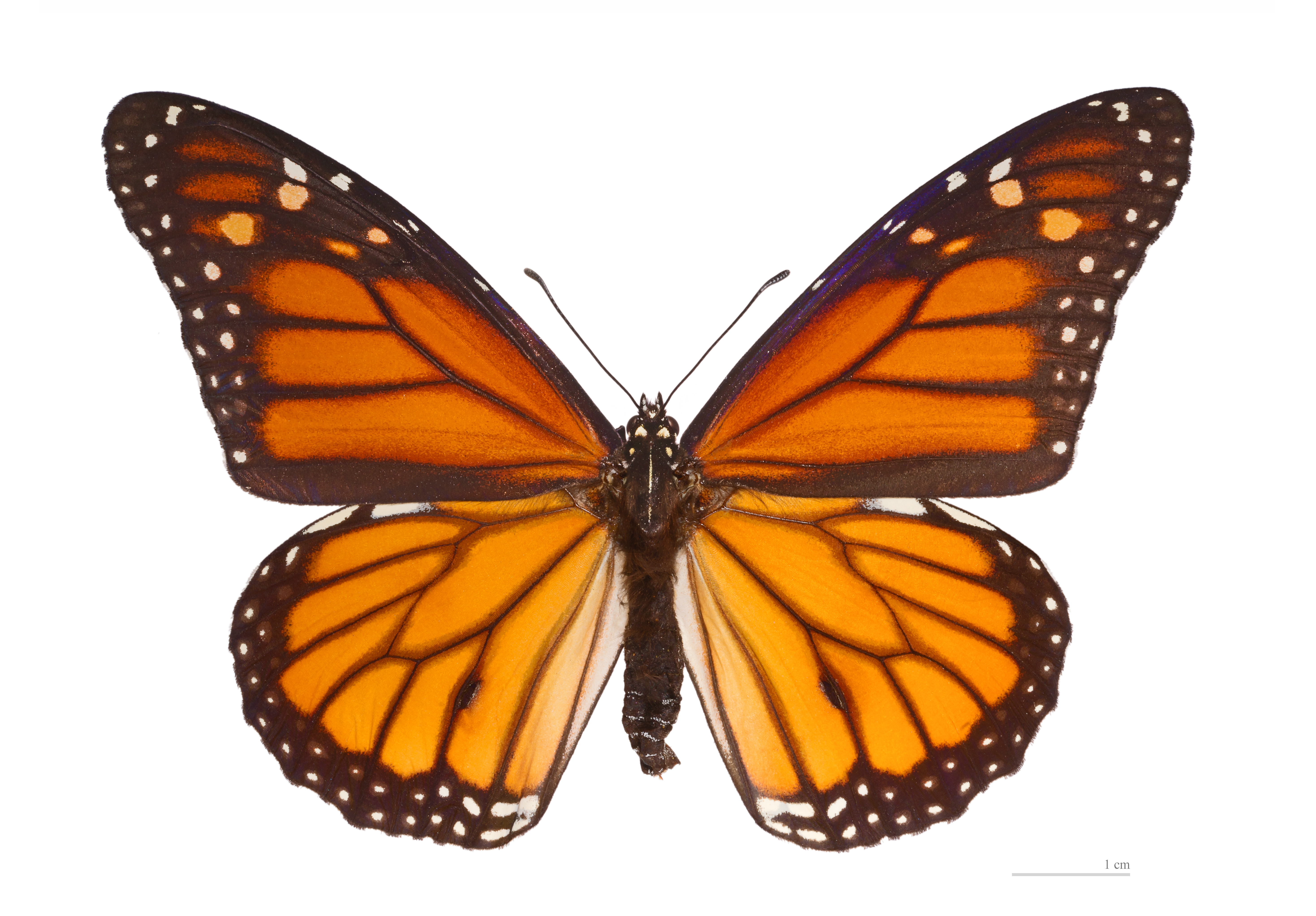
Самец монарха

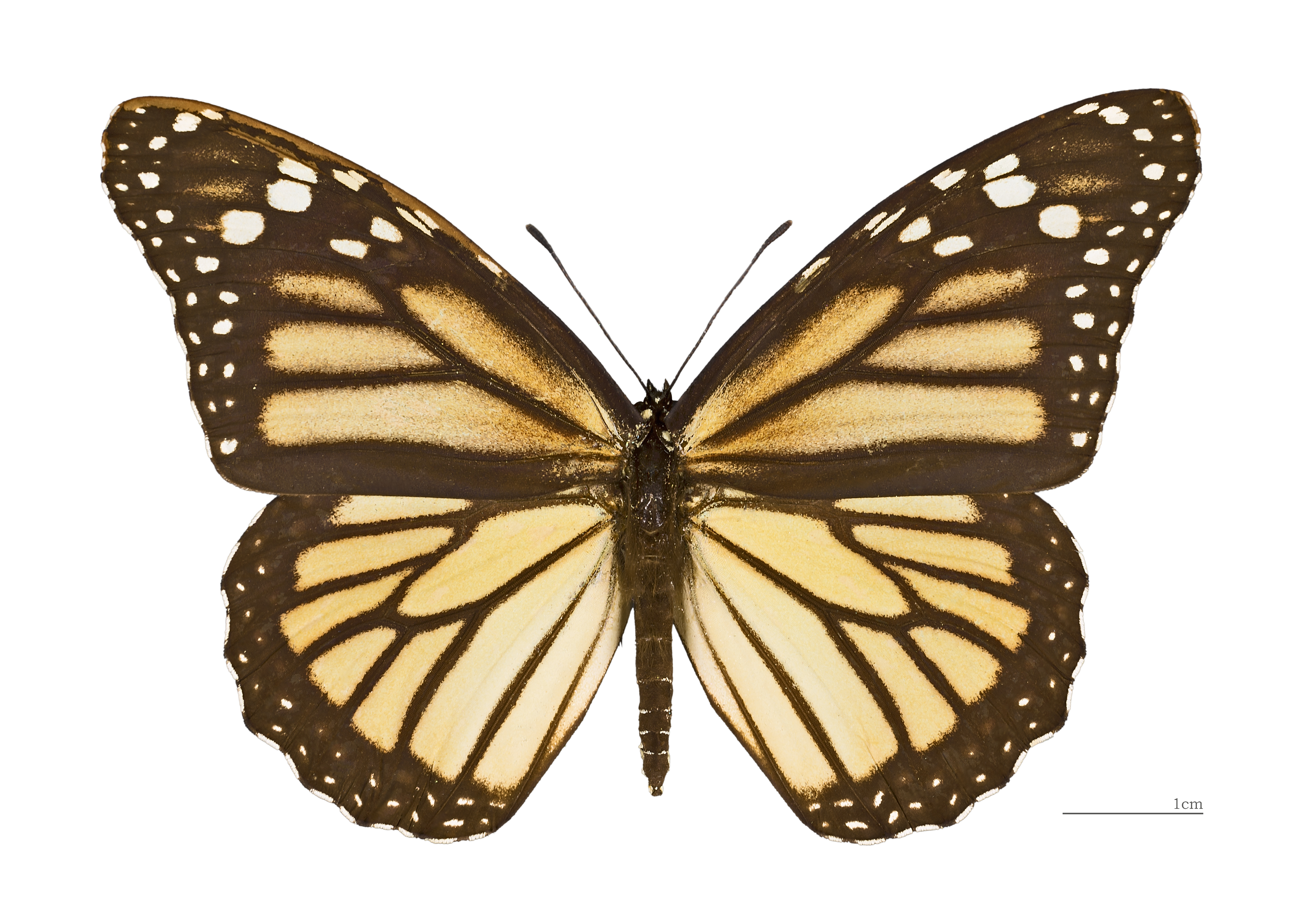
Самка монарха

Летят бабочки с севера Техаса и Оклахомы на юг Мексики, пересекая границу к югу от Техаса, а затем по востоку гор Сьерра-Мадре. После тридцати лет изучения миграций восточных монархов, в 1975 году, зоолог Фред Ургухарт открыл участок, куда мигрируют бабочки. Они зимуют в сосновых и пихтовых лесах в центральной Мексике, на границе штатов Мичоакан и Мехико. Для бабочек, прилетающих из приграничной зоны США, путь составляет около 4000 км. При этом множество насекомых с обширных территорий на севере концентрируется на маленькой площади на юге; подобная ситуация является уникальной. Бабочки проводят здесь около пяти месяцев, прилетая в октябре и улетая в марте следующего года.

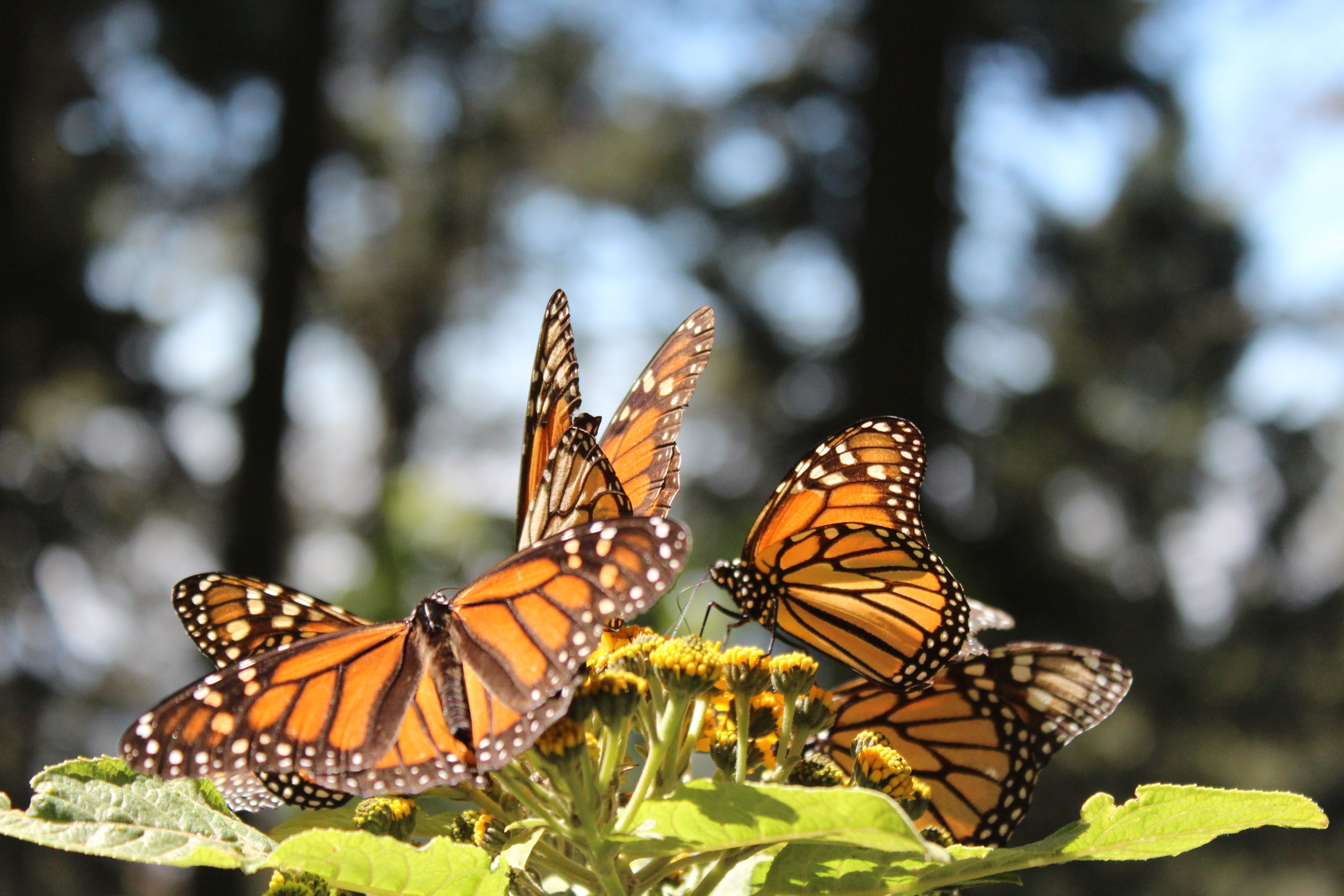
Бабочки в заповеднике

По оценкам, где-то от 60 миллионов до миллиарда бабочек находятся в центральных мексиканских высокогорьях каждую зиму, в основном концентрируясь в небольшой области вдоль границы штатов Мичоакан и Мехико. Они собираются в колонии и располагаются на деревьях. В большинстве случаев их настолько много, что деревья окрашиваются оранжевым цветом и под весом бабочек прогибаются ветки. Исследования показывают, что для расположения на зимовку колонии монархов предпочитают пихту священную. Когда бабочки взлетают для спаривания, они могут полностью затмить небо, собираясь в тучи и хлопая крыльями.
Хотя эти леса расположены в центральной Мексике, высота района создаёт возможность наступления ночных заморозков. Низкие температуры в ночное время каждый год убивают определённый процент бабочек, как правило, самых слабых. Необычайно холодная зима в период с 1996 по 1997 год убила так много бабочек, что их тела покрыли землю. Однако не все бабочки, которые падают на землю, погибают. Некоторые из них могут ожить после восхода солнца. Одна из причин, почему бабочки собираются так густо на деревьях, — необходимость сохранения тепла. На рассвете бабочки раскрывают свои крылья, чтобы поймать солнечные лучи. Когда температура повышается, бабочки поднимаются в воздух для спаривания.

## Экосистема
Зимовки бабочек-монархов располагаются в горных лесах, простирающихся по востоку штата Мичоакан и западу штата Мехико, примерно в 100 км к северо-западу от города Мехико. Область в Мичоакане состоит из высоких гор Мексики, достигающих 3840 метров над уровнем моря. Климат региона классифицируется как умеренно и несколько влажный с летним сезоном дождей. Средняя максимальная температура составляет 22 °C, с перепадом 5 и 7 °C. Высота над уровнем моря делит область на три климатические подгруппы (полухолодная и полувлажная, полухолодная и влажная, холодная и влажная).

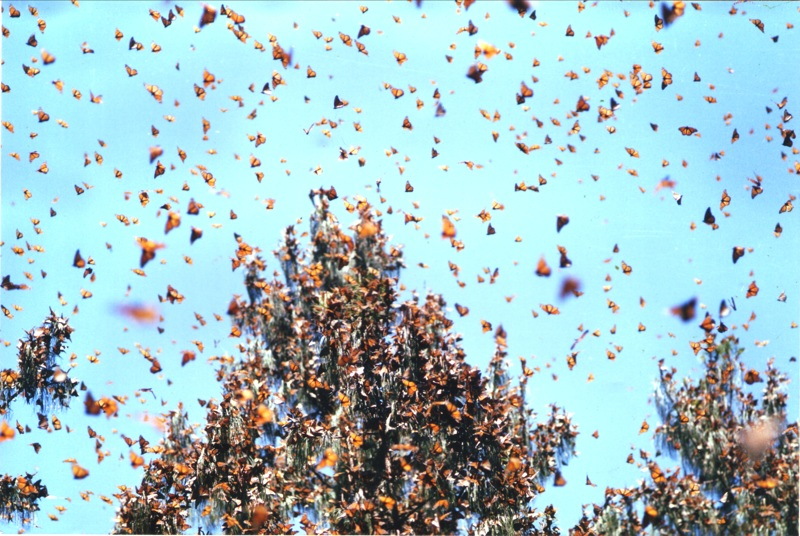
Монархи взлетают с деревьев

Область является частью Транс-мексиканского вулканического пояса, и рельеф большей части местности обусловлен выходами базальта, сформировавшими трещины, разломы и скалы с ориентацией с северо-востока на юго-запад. Эти скальные образования лежат на более старых (вулканических конусах и лавовых полях) и отличаются высокой водопроницаемостью, поэтому там есть лишь мелкие водоёмы. Горы в основном покрыты лесами, которые различаются по преобладающим породам в зависимости от высоты и области: дуб до 2900 метров над уровнем моря, дуб и сосна от 1500 до 3000 м, пихта от 2400 до 3600 м. Есть также небольшие участки с можжевельником, мексиканским кедром (сосной кедровидной) и лугами. Области ниже 2400 м в основном были сильно изменены сельским хозяйством и застройкой. Важнейшими укрытиями монархов являются сосновые и пихтовые леса, с микроклиматом, обеспечивающим убежище, когда температура падает до нуля или когда проходят зимние дожди.
Фауна области включает виды, характерные для самых разных зон — от субтропической до субарктической. Есть и виды, эндемичные для этой области. К ним относятся белохвостый олень (Odocoileus virginianus), койоты (Canis latrans), длиннохвостые ласки (Neogale frenata), серые лисицы (Urocyon cinereoargenteus), американские кролики (Sylvilagus), вороны (Corvus corax), грифы-индейки (Cathartes aura), виргинские филины (Bubo virginianus), а также различные виды колибри, пресмыкающихся и земноводных.